# Bomolocha bijugalis
Bomolocha bijugalis là một loài bướm đêm trong họ Noctuidae.